# Matsusaka, Mie
Matsusaka (松阪市 (Tùng Phản thị) Matsusaka-shi) là thành phố thuộc tỉnh Mie, Nhật Bản. Tính đến ngày 1 tháng 10 năm 2020, dân số ước tính thành phố là 159.145 người và mật độ dân số là 260 người/km2. Tổng diện tích thành phố là 623,6 km2.

## Địa lý

### Đô thị lân cận
- Mie
  - Tsu
  - Taki
  - Meiwa
  - Ōdai
- Nara
  - Higashiyoshino
  - Kawakami
  - Mitsue

### Khí hậu
| Dữ liệu khí hậu của Kayumi, Matsusaka    | Dữ liệu khí hậu của Kayumi, Matsusaka | Dữ liệu khí hậu của Kayumi, Matsusaka | Dữ liệu khí hậu của Kayumi, Matsusaka | Dữ liệu khí hậu của Kayumi, Matsusaka | Dữ liệu khí hậu của Kayumi, Matsusaka | Dữ liệu khí hậu của Kayumi, Matsusaka | Dữ liệu khí hậu của Kayumi, Matsusaka | Dữ liệu khí hậu của Kayumi, Matsusaka | Dữ liệu khí hậu của Kayumi, Matsusaka | Dữ liệu khí hậu của Kayumi, Matsusaka | Dữ liệu khí hậu của Kayumi, Matsusaka | Dữ liệu khí hậu của Kayumi, Matsusaka | Dữ liệu khí hậu của Kayumi, Matsusaka |
| Tháng                                    | 1                                     | 2                                     | 3                                     | 4                                     | 5                                     | 6                                     | 7                                     | 8                                     | 9                                     | 10                                    | 11                                    | 12                                    | Năm                                   |
| ---------------------------------------- | ------------------------------------- | ------------------------------------- | ------------------------------------- | ------------------------------------- | ------------------------------------- | ------------------------------------- | ------------------------------------- | ------------------------------------- | ------------------------------------- | ------------------------------------- | ------------------------------------- | ------------------------------------- | ------------------------------------- |
| Cao kỉ lục °C (°F)                       | 19.4 (66.9)                           | 22.7 (72.9)                           | 26.5 (79.7)                           | 31.4 (88.5)                           | 33.7 (92.7)                           | 36.1 (97.0)                           | 38.5 (101.3)                          | 38.9 (102.0)                          | 37.3 (99.1)                           | 31.3 (88.3)                           | 27.3 (81.1)                           | 24.8 (76.6)                           | 38.9 (102.0)                          |
| Trung bình ngày tối đa °C (°F)           | 9.4 (48.9)                            | 10.4 (50.7)                           | 14.1 (57.4)                           | 19.6 (67.3)                           | 24.0 (75.2)                           | 26.7 (80.1)                           | 30.8 (87.4)                           | 31.9 (89.4)                           | 28.0 (82.4)                           | 22.4 (72.3)                           | 17.1 (62.8)                           | 11.9 (53.4)                           | 20.5 (68.9)                           |
| Trung bình ngày °C (°F)                  | 4.2 (39.6)                            | 4.7 (40.5)                            | 8.0 (46.4)                            | 13.0 (55.4)                           | 17.8 (64.0)                           | 21.4 (70.5)                           | 25.4 (77.7)                           | 26.1 (79.0)                           | 22.7 (72.9)                           | 17.0 (62.6)                           | 11.2 (52.2)                           | 6.2 (43.2)                            | 14.8 (58.7)                           |
| Tối thiểu trung bình ngày °C (°F)        | −0.5 (31.1)                           | −0.3 (31.5)                           | 2.3 (36.1)                            | 6.8 (44.2)                            | 12.2 (54.0)                           | 17.1 (62.8)                           | 21.3 (70.3)                           | 21.9 (71.4)                           | 18.6 (65.5)                           | 12.4 (54.3)                           | 6.0 (42.8)                            | 1.2 (34.2)                            | 9.9 (49.8)                            |
| Thấp kỉ lục °C (°F)                      | −7.2 (19.0)                           | −6.9 (19.6)                           | −5.8 (21.6)                           | −3.0 (26.6)                           | 2.1 (35.8)                            | 7.2 (45.0)                            | 13.8 (56.8)                           | 13.6 (56.5)                           | 8.8 (47.8)                            | 1.0 (33.8)                            | −3.0 (26.6)                           | −6.1 (21.0)                           | −7.2 (19.0)                           |
| Lượng Giáng thủy trung bình mm (inches)  | 56.1 (2.21)                           | 63.0 (2.48)                           | 115.5 (4.55)                          | 143.3 (5.64)                          | 188.4 (7.42)                          | 231.3 (9.11)                          | 247.0 (9.72)                          | 272.3 (10.72)                         | 400.7 (15.78)                         | 255.4 (10.06)                         | 95.9 (3.78)                           | 61.6 (2.43)                           | 2.157,8 (84.95)                       |
| Số ngày giáng thủy trung bình (≥ 1.0 mm) | 6.5                                   | 7.3                                   | 10.7                                  | 10.0                                  | 10.7                                  | 13.7                                  | 13.1                                  | 11.4                                  | 12.8                                  | 10.7                                  | 6.9                                   | 6.7                                   | 120.5                                 |
| Số giờ nắng trung bình tháng             | 153.3                                 | 139.1                                 | 172.2                                 | 182.8                                 | 185.8                                 | 124.5                                 | 152.2                                 | 184.6                                 | 138.2                                 | 144.2                                 | 146.2                                 | 151.8                                 | 1.875                                 |
| Nguồn: Cục Khí tượng Nhật Bản            |                                       |                                       |                                       |                                       |                                       |                                       |                                       |                                       |                                       |                                       |                                       |                                       |                                       |